# Анхангвериды
Анхангвериды, или аньянгуэриды (лат. Anhangueridae), — группа птерозавров из надсемейства птеранодонтоид (Pteranodontoidea) подотряда птеродактилей, которой традиционно присваивают ранг семейства.
Представители анхангверид были в числе последних птерозавров, сохранивших зубы. Недавнее исследование данной группы показало наличие у анхангверид предчелюстного гребня и бокового утолщения дальнего конца клюва. В том же исследовании представлен кладистический анализ, для которого было рассчитано «поддерево соглашения» («agreement subtree»). Согласно этому анализу, анхангвериды являются сестринским таксоном крупному, с гребнем, птерозавру тропеогнату (Tropeognathus).

## Классификация
Классификация группы не устоялась, в семейство могут включать следующие вымершие роды: 
- Anhanguera Kellner & Campos, 1985[3]
- Liaoningopterus Wang & Zhou, 2003[3]
- Maaradactylus Bantim et al., 2014[6]
- Uktenadactylus Rodrigues & Kellner, 2008[7]
- ? Caulkicephalus Steel et al., 2005
- ? Siroccopteryx Mader & Kellner, 1999[8]